# Теа Ґілмор
Те́а Ів Ґі́лмор (англ. Thea Eve Gilmore, народилась 25 листопада 1979 року в Оксфорді, Англія) — британська співачка, гітаристка та автор пісень. Свою кар'єру вона розпочала, працюючи в студії звукозапису, в якій її помітив продюсер Найджел Стоньєр.

## Кар'єра
Теа Ґілмор народилася в Оксфорді в ірландській сім'ї Її зацікавлення музикою почалося з Боба Ділана, Джоні Мітчелл і The Beatles. Свій перший вірш Теа написала в 15 років, щоб якось оговтатись після розлучення батьків.
Перший музичний альбом під назвою Burning Dorothy співачка випустила у 1998 році ще будучи підлітком. Протягом наступних чотирьох років Теа Ґілмор продовжує активно займатися творчою діяльністю і випускає низку музичних альбомів, які отримують визнання в музичній пресі Великої Британії, проте не приносять успіху в чартах. Врешті у серпні 2003 року виходить новий альбом — Avalanche, який був її першою спробою ввірватися в Офіційний Чарт Альбомів Великої Британії.
У 2004 році Ґілмор вирушає у свої перші гастролі. А вже у жовтні 2005 року виходить заміж за Найджела Стоньєра.
У серпні 2006 року, після двох з половиною років мовчання, співачка нарешті випускає альбом Harpo's Ghost, завдяки якому журнал Uncut називає Гілмор «найкращою британською авторкою-виконавицею за останні 10 років».
14 листопада 2006 року Теа народила першу дитину — сина Іґена.
19 травня 2008 року Теа випускає новий, восьмий, альбом під назвою Liejacker. А перший живий альбом співачки — Recorded Delivery — виходить 25 травня 2009 року. Того ж року в липні виходить ще один альбом — Strange Communion — який включає в себе десять пісень на зимову тематику, вісім з яких написані Теєю і/або Стоньєром, а дві є кавер-версіями на пісні Йоко Оно «Listen, the Snow is Falling» і Елвіса Костелло «The St. Stephen's Day Murders».

## Дискографія

### Альбоми
- Burning Dorothy (1998)
- The Lipstick Conspiracies (2000)
- Rules For Jokers (2001)
- Songs From The Gutter (2002)
- Avalanche (2003) UK #62
- Loft Music (2003)
- Harpo's Ghost (2006) UK #69
- Liejacker (2008)
- Recorded Delivery [live] (2009)
- Strange Communion (2009)
- Murphy's Heart (2010)[6]

### Сингли
- «Saviours and All» (2001)
- «Fever Beats» (2002)
- «Juliet (Keep That in Mind)» (2003) UK #35
- «Mainstream» (2003) UK #50
- «Cheap Tricks» (2006)
- «Old Soul» (2008)
- «You Spin Me Right Round» (2008)[6]
- «That'll Be Christmas» (2009)[7]
- «You're The Radio» (2010)